# 921大地震救災中華民國政府調租民間車輛工程重機械行動

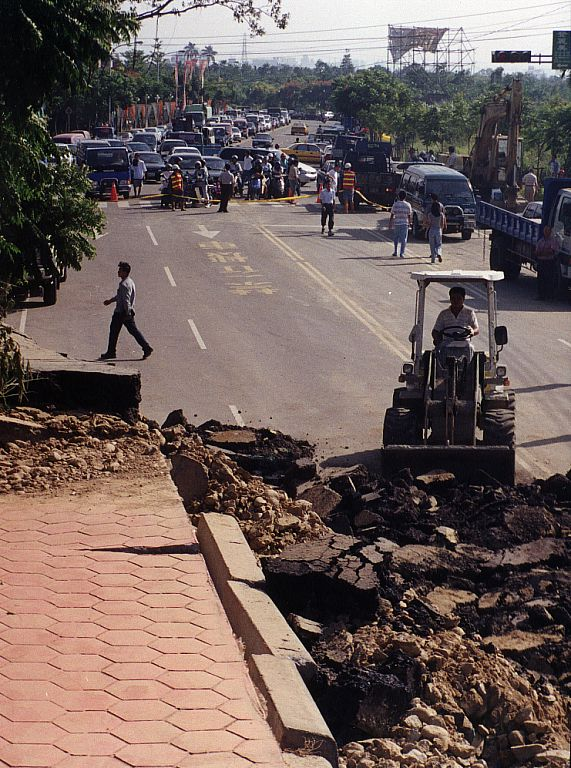
921大地震破碎道路搶修

921大地震救災中華民國政府調租民間車輛工程重機械行動是921大地震時，中華民國政府為迅速完成救災與重建工作，由中華民國交通部於1999年9月30日依據中華民國總統李登輝頒佈《緊急命令》發布中華民國政府遷台以來首度「調租民間車輛、工程重機械命令」，由於地震為台灣戰後時期損失最慘重的天災，初期預估調租1,417部，然隨災情擴大，至11月15日止全程調租車、機共2,889部。此為中華民國在台首次調租民間車機裝備展開援救工作。

## 法源
行政院依據當時法令、中央政府預算和實際情況敦請時任總統李登輝於1999年9月25日頒佈《緊急命令》。交通部與國防部依據命令第七條：「政府為迅速救災，得向民間徵用車輛，不受相關法令限制之規定。」並根據交通部《車輛編用作業規定》與軍管區司令部（現編後備司令部）《軍需車機動員業務作業規定》辦理，排除了「軍需」動員徵用，確定救災為「公需」調租屬性，採《調租命令》方式執行。

## 任務
在初期救災階段（9月21〜27日）搶救於倒塌房舍與土石中的生命，搶通受損道路橋樑，讓各項救援人力物資得以迅速進入各災區，並使受災民眾傷患及罹難者遺體得以運抵適當地點收容安置。至重建復原階段（9月28日〜11月26日）在得到地方政府及受災戶同意等法定證明後移除相關全倒房舍與廢棄土方。

## 具體行動
9月21日行政院成立「重大地震中央處理中心」，23日總統李登輝召開成立「九二一地震救災督導中心」，由時任中華民國副總統連戰擔任召集人，9月26日總統召開成立「災後重建推動委員會」，由行政院副院長劉兆玄擔任執行長。依災害防救法縣市救災權責為地方政府，然此地震為台灣戰後傷亡損失最慘重的天災，於是中央政府下令軍方總動員，由國防部於9月26日成立「災後重建指揮部」，下轄18個救災「分區指揮部」。國防部為集中調租車機之有效管控運用，責令震災期間國軍救災各部隊受軍令系統指揮，民間團體及各黨派均不支援兵力。
在具體分工方面，依據交通部與軍管區司令部（現編後備司令部）作業規定，先由地方政府（需求單位）：協請救災部隊統計災損與重建所需之車輛、工程重機械報交通部審查。再由交通部轄監理所站（調租單位）：依地方政府與救災部隊統計車輛、工程重機械數量，發布《調租命令》與徵用書。軍管區司令部（現編後備司令部）則擔任（協調單位）：派發徵用書予業者，協助調租與監證作業。救災部隊（使用單位）：與業者完成調租簽約與車機之使用。救災部隊在各重災區成立之「分區指揮部」計有：彰化、雲嘉、苗栗、東勢、和平、石岡、豐原、新社、霧峰、大坑、大里、砲兵六二六群、南投、埔里、國姓、中寮、集集與竹山等18處。

## 調租區域
調租區域因受「緊急命令」限時間、限區域（自1999年9月25日至2000年3月24日止，以台中縣、南投縣全境、台北市、台北縣、苗栗縣、台中市、彰化縣、雲林縣局部為範圍）之限制措施，初期經交通部與國防部決定，以調租中部雲林、彰化、苗栗等局部受災縣市為主，爾後不敷支援時則採輻射方式擴及週邊縣市。然因調租具法律強制性，恐因增加重災區民眾負擔引發民怨，調租不以調租受災嚴重地區（東勢、大坑、大里、中寮、埔里、集集等）機具之共識，唯若重災區業者願受調租者，一律採自願切結書，就地就近調租方式實施。因調租費用比照民間租金給付，業者均願配合接受調租作業。

## 國際救援隊
黃金救援時期，置重點於搶救倒塌房舍與土石中之民眾，此時大型機具不宜進入，多仰賴政府暨民間救難團隊，與國外救難組織支援搶救。921大地震發生，時任外交部長的胡志強表示，在4日內即有83國政府透過各種管道，向中華民國政府及台灣民眾表達關切與慰問。另根據九二一震災重建基金會統計，共有20多國家、聯合國等22個組織，共41個救難隊，約767人抵台協助救難工作。

## 調租數量及預算來源
全程計契約調租87部，調租令徵用2,802部，總計調租2,889部，依據行政院主計單位資料統計，所需調租經費為511,028,000元，處理公務所發生之損失或賠償費用3,682,000元。
- 救災階段（有契約無調租令）：此黃金搶救期均為自願加入，有87部歸建者補租用簽約手續，續留救災者納入重建階段採現地調租。經費由交通部支應。
- 重建第一階段（有調租令）：交通部於9月30日發布國民政府遷台以來首度「調租民間車輛、工程重機械命令」，初期預估調租1,417輛，然隨災情擴大，至10月14日止已調租車機1,778部，車機調租報到率百分之百，此期間調租車機於10月31日前全數解租，各電視台也報導了車機調租情形[11][12][13]。這個階段調租經費由「中央政府籌措災區重建財源計畫款」中分配交通部支應。
  - 9月30日下令、10月1日報到：車輛194部、工程重機械197部、計391部。
  - 10月1日下令、10月2日報到：車輛18部、工程重機械11部、計29部。
  - 10月2日下令、10月3日報到：車輛156部、工程重機械115部、計271部。
  - 10月4日下令、10月6日報到：車輛49部、工程重機械87部、計136部。
  - 10月6日下令、10月8日報到：車輛95部、工程重機械103部、計198部。
  - 10月7日下令、10月9日報到：車輛95部、工程重機械136部、計231部。
  - 10月10日下令、10月11日報到：車輛59部、工程重機械18部、計77部。
  - 10月10日下令、10月12日報到：車輛234部、工程重機械115部、計349部。
  - 10月14日下令、10月15日報到：車輛54部、工程重機械42部、計96部。
- 重建第二階段（有調租令）：為因應嘉義地區10月22日6.4級地震，10月25日由時任行政院長蕭萬長指示比照921大地震所有重要救援措施[3]，另11月8日「災後重建推動委員會」執行長劉兆玄指示:各地方政府於11月25日前無法完成且鑑定無爭議危屋含學校其拆除清運工作仍由國軍協助執行。交通部與國防部復於11月11日至11月15日再次調租車機1,024部，車機調租報到率百分之百，此期間調租車機於11月26日前全數解租，東森電視也報導了車機調租情形[14]。而本階段調租經費同由「中央政府籌措災區重建財源計畫款」中分配交通部支應。
  - 11月11日下令、11月12日報到：車輛509部、工程重機械325部、計834部。
  - 11月15日下令、11月16日報到：車輛106部、工程重機械84部、計190部。

## 統計
調租車機共2,889部，支援有5,208人次，救援受災民眾計4,152人，尋獲遺體有1,346具，提供災民醫療2,029人，提供各類物資70項，除清運廢棄土方，拆除全倒房舍有四萬六千餘戶。

## 成果交接
國防部於十月中旬指示國軍救災部隊加緊重建復原工作，以恢復國軍部隊正常之戰訓本務。救災部隊在執行主要重建後，於10月20日起陸續由各「分區指揮部」與災區鄉鎮市公所完成重建成果交接，餘少數後續重建部份移回地方政府辦理，唯各災區統計其善後所需之人物力、經費與期程，均超乎「災後重建推動委員會」所預期，故有執行長劉兆玄於11月8日對危屋拆除清運工作仍由國軍執行之指示。
- 10月20日：信義鄉。
- 10月21日：集集鎮、和平鄉。
- 10月23日：潭子鄉[15]、大里市[16]、魚池鄉。
- 10月25日：大坑鄉、員林鎮、名間鄉。
- 10月26日：仁愛鄉、霧峰鄉、國姓鄉、東勢鎮。
- 10月27日：卓蘭鎮、太平市、豐原市[17]、新社鄉、斗六鎮。
- 10月28日：石岡鄉。
- 10月29日：草屯鎮、埔里鎮、南投市、中寮鄉、鹿谷鄉。
- 10月30日：梅山鄉、竹山鎮。

## 回顧
另調租不以重災區機具之原則，在有部分業主切結願意投入之實際經驗獲得，應優先調租災區車機，因可充分運用當地保養維修、加油設施，及因環境、道路等熟悉，可免除無謂困擾，且有利於對操作人員之生活管理，並可提供災民工作機會。

## 外部連結
- 徵用1417民間車輛 不報到要坐牢（页面存档备份，存于）